# Xanthorhoe columella
Xanthorhoe columella är en fjärilsart som beskrevs av Druce 1893. Xanthorhoe columella ingår i släktet Xanthorhoe och familjen mätare. Inga underarter finns listade i Catalogue of Life.